# Homestead Records
La Homestead Records è stata una etichetta discografica newyorkese legata alla Dutch East India Trading.  Fu fondata nel 1983 con lo scopo di promuovere la musica sperimentale ed ha avuto un ruolo importante nel lancio del genere noise rock. Per lungo tempo fu guidata da Gerard Cosloy, ed a lui vanno ascritti importanti successi. A Cosloy successe Ken Katkin e, più tardi, Steven Joerg. L'ultimo prodotto della Homestead Records è stato  Cama de terra di Ivo Perelman nel 1996.

## Artisti
- Bastro
- Babe the Blue Ox
- Big Black
- Big Dipper
- Bodeco
- Breaking Circus
- Cakekitchen
- David S. Ware
- Daniel Johnston
- Death Of Samantha
- Dinosaur Jr
- The Dogmatics
- Einstürzende Neubauten
- Elliott Sharp
- The Frogs
- GG Allin
- Great Plains
- Green River
- Happy Flowers
- Honor Role
- Ivo Perelman
- King Kong
- Live Skull
- My Dad Is Dead
- Naked Raygun
- New Radiant Storm King
- Nice Strong Arm
- Nick Cave and the Bad Seeds
- Phantom Tollbooth
- Pony
- Proletariat
- Salem 66
- Seam
- Sebadoh
- Sleepyhead
- Sonic Youth
- Soul-Junk
- Squirrel Bait
- SSD
- Supreme Dicks
- Swans
- Trumans Water
- U-Men
- Uzi
- Volcano Suns
- Weird Paul Petroskey
- William Hooker
- William Parker